# جوش غريل
جوش غريل (Josh Grelle) هو مؤدي أصوات أمريكي ولد في 2 نوفمبر 1985 في كليفتون, تكساس.

## أدواره في الأنمي

### مسلسلات أنمي تلفزيونية
- هجوم العمالقة - أرمين أرليرت
- أوكيكو فوريكابوتيه - أتسشي هاتاكي
- رايلغان معينة خاصة بالعلم - هاتسويا كايتابي
- الغبي والاختبار والوحش المستدعى - أكيهيسا يوشي
- الغبي والاختبار والوحش المستدعى اثنان! - أكيهيسا يوشي
- فايري تايل - هيوز
- إينيشال دي - إيتسكي
- إينيشال دي Fourth Stage - إيتسكي
- فريزينغ - كازويا أوي
- شيكاباني هيمي: أكا - أكاشا شيشيدو
- C - إيتشيرو هوري
- لاينباريل الحديدي - كويتشي هاياسيه
- الخادم الأسود - إدوارد الخامس
- جوشين إنبو - هوسيه
- أوكامي-سان ورفاقها السبعة - إينوزوكا
- سيكيريه - هاروكا شيغي
- شاكوغان نو شانا II - يوجي ساكاي
- شاكوغان نو شانا III(Final) - يوجي ساكاي
- كوراغيهيمي - كورانوسكي كويبوتشي
- يوميات المستقبل - يوكيتيرو أمانو
- سايكوباس - نوبوتشيكا غينوزا
- توريكو - كوماتسو
- شيكي - تاموتسو موتو
- تسوباسا كرونيكل - كيوس
- رايدباك - كينجي أوغاتا
- داركر ذان بلاك -المقاول الأسود- - كينجي ساكوراي
- هيرويك إيج - أتلانتس
- سول إيتر - أوكس فورد
- آخر (رواية) - توموهيكو كازامي
- بلاسريتر - كلاوس
- ديدمان وندرلاند - يامازاكي
- ون بيس - تشيكيتشيتا، وانزي
- صيد الأرواح الإلهية - ماكوتو أوغامي
- برج درواغا 〜the Sword of URUK〜 - ظل جلجامش
- إير جير - كيتسوني
- التلميذ الأقوى في التاريخ كينيتشي - كينيتشي شيراهاما
- فل ميتال بانيك! The Second Raid - جيروم بوردا
- دانغانرونبا ذي أنيميشن - بياكويا توغامي
- فري! Eternal Summer - أييتشيرو نيتوري

### أنمي الإنترنت
- هيتاليا Axis Powers - ليتوانيا

### أوفا أنمي
- الغبي والاختبار و الوحش المستدعى ~مهرجان~ - أكيهيسا يوشي
- شاكوغان نو شانا S - يوجي ساكاي

### أفلام أنمي
- شاكوغان نو شانا - يوجي ساكاي
- عدن الشرق: الفيلم الأول: The King of Eden - تايشي جيكيموتو
- عدن الشرق: الفيلم الثاني: Paradise Lost - تايشي جيكيموتو
- فافنر في السماء الزرقاء HEAVEN AND EARTH - سوشي ميناشيرو

## أدواره في ألعاب الفيديو
- تيلز أوف إكسيليا 2 - لودغر كريزنك، فيكتور

## وصلات خارجية
- جوش غريل على موقع IMDb (الإنجليزية)
- جوش غريل على موقع ANN person (الإنجليزية)